# Radio ELWA
Radio ELWA in Monrovia, Liberia ist der älteste christliche Hörfunksender Afrikas. Neben Englisch sendet die Radiostation in den Sprachen Grebo, Kru, Gola, Bassa, Kpelle, Kissi, Dan, Krahn und Loma.

## Geschichte
Gegründet wurde der Sender am 18. Januar 1954 von amerikanischen Protestanten. ELWA ist ein Akronym für Eternal Love Winning Africa (Ewige Liebe gewinnt Afrika). Der Sender wurde im Bürgerkrieg Liberias 1990 zerstört, wieder errichtet und 1996 beim zweiten Bürgerkrieg erneut zerstört.
Die Jugendfreundschaft des Sohnes eines deutschen Mitarbeiters von Radio ELWA, Michael Jentzsch, mit einem einheimischen Jungen und dessen Schicksal im Bürgerkrieg ist Thema des von beiden verfassten Buches Blutsbrüder, das es in die Spiegel-Bestsellerliste schaffte.
Das Buch schildert auch die Zeit, als 18.000 Menschen auf das Gelände der Mission flüchteten, um den Massakern und Grausamkeiten des Bürgerkriegs zu entgehen.

## Empfang
2010 sendet Radio ELWA mit 1000 Watt auf FM 94,5 MHz und SW 4760 kHz (60 Meter).